# Andrei Kivilev
Andrei Kivilev (Taldykorgan; 20 de septiembre de 1973-Saint-Etienne; 12 de marzo de 2003) fue un ciclista kazajo, profesional entre 1998 y 2003.
Entre sus mayores logros deportivos destaca la cuarta plaza lograda en la clasificación general del Tour de Francia 2001, en parte gracias a una larga escapada en una etapa llana.
Falleció el 12 de marzo de 2003 durante la disputa de la segunda etapa de la París-Niza, a causa de una caída. Kivilev, que no llevaba casco protector, sufrió fractura de cráneo y de dos costillas, cayendo en coma. Al día siguiente, fallecía en el hospital de Saint-Étienne.
Antes de este terrible accidente los ciclistas profesionales no estaban obligados a usar casco, y en vez de casco usaban cinta o pañuelos, pero después del triste fallecimiento de Andrey Kivilev el casco se volvió obligatorio en todas las pruebas de la Unión Ciclista Internacional, al principio con la excepción de la última subida en las etapas con final en alto para luego hacerlo obligatorio en toda la etapa.

## Palmarés
2001
- Ruta del Sur
- 1 etapa de la Dauphiné Libéré